# Кендра Ласт
Кендра Ласт (англ. Kendra Lust; 18 сентября 1978 года, Мэдисон Хайтс, Мичиган, США) — американская порноактриса и режиссёр.

## Карьера
Родилась в Мичигане. Имеет франко-канадские и итало-американские этнические корни.
Кендра Ласт выступала в стриптиз-клубах полтора года, это помогло ей оплатить в том числе и обучение в колледже. Имеет степень бакалавра по специальности медицинской сестры. Проработала медсестрой более семи лет.
До начала съёмок в порно три месяца проработала в качестве веб-модели. Сниматься начала в возрасте 33 лет с марта 2012 года. В 2015 году Ласт открыла агентство Society 15. В том же году она снялась в первой сцене анального секса для сайта Tushy.com. Она также владеет производственной компанией Lust Army Productions. Первый фильм студии «1st Anal Lust» был выпущен 28 марта 2016 года. В данное время специализируется в жанре MILF.
По данным на 2021 год снялась в 467 порнофильмах.

## Личная жизнь
Замужем за бывшим офицером полиции. Есть дочь. Пресса приписывала Кендре отношения с Джоном Синой, из-за которых якобы разрушился его брак, хотя сама актриса всё отрицала.
Увлекается боксом и MMA. В 2018 году вызвала на поединок бойца смешанных единоборств Анхелу Маганью, однако бой так и не состоялся.

## Избранная фильмография
Некоторые работы:
- Archangels[20],
- Big Ass White Girls[21],
- Booty Lust[22],
- Cougar Tutors[23],
- Hot Bodies[24],
- I Want To Bang My Mother In Law[25],
- Kendra Lust Fucks Couples[26],
- Kendra’s Angels[27],
- MILF Tits[28],
- Modern MILFs 2[29],
- Older Woman Younger Guys[30],
- Pour It On! 3[31],
- True Lust[32],,
- Winner’s Circle[33].

## Премии и номинации

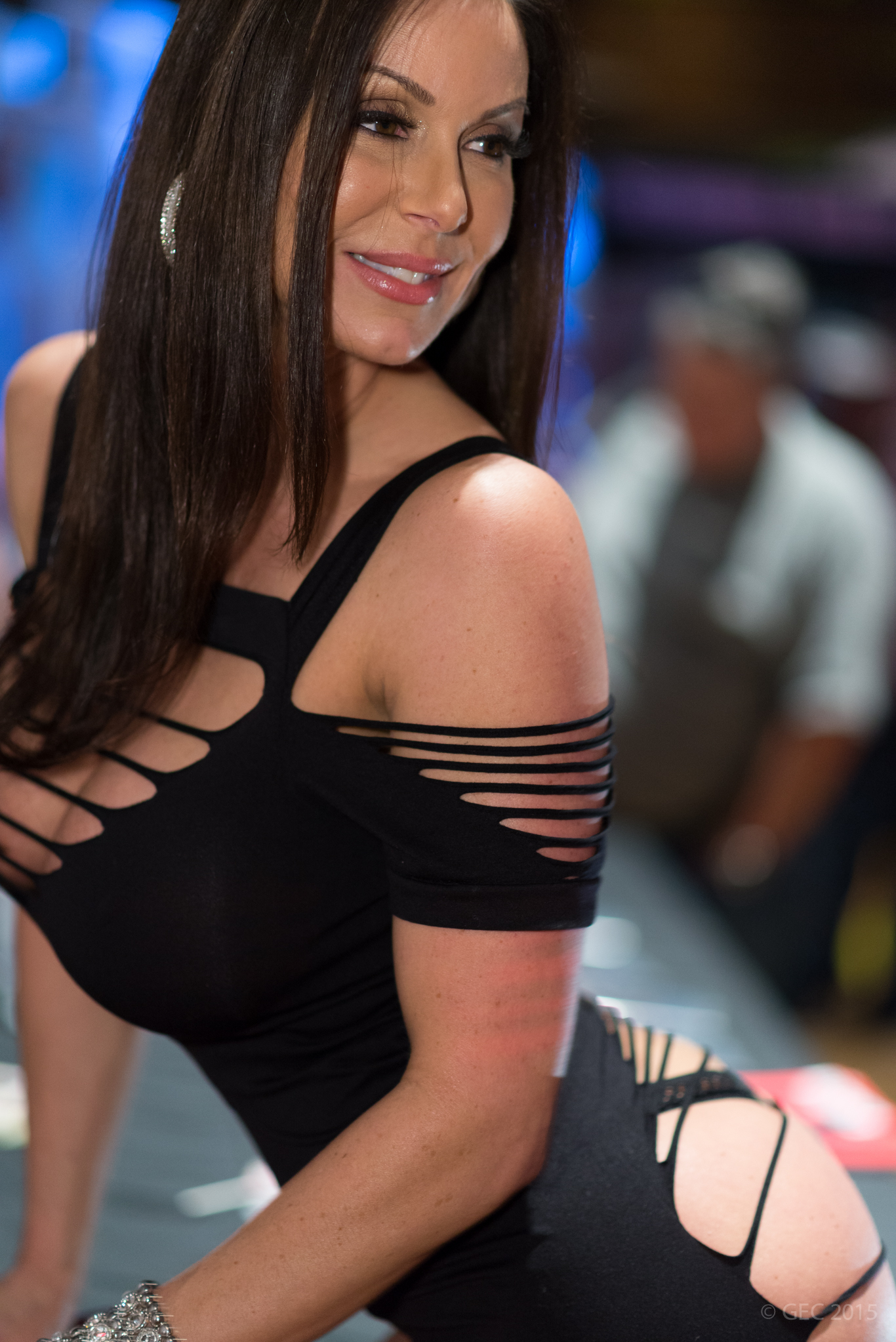
Кендра Ласт на AVN Expo, 2015 год

| Год  | Премия     | Результат | Категория | Фильм                        |
| ---- | ---------- | --------- | --- | ---------------------------- |
| 2013 | XBIZ Award | Номинация | MILF-исполнительница года | н/д                          |
| 2014 | AVN Award  | Номинация | Лучшая сцена группового секса (вместе с Кристи Мак, Келли Мэдисон, Анника Элбрайт, Бруклин Чейз, Jacky Joy, Роми Рэйн и Райаном Мэдисоном) | The Madison’s Mad Mad Circus |
| 2014 | AVN Award  | Номинация | MILF-исполнительница года | н/д                          |
| 2014 | XBIZ Award | Номинация | MILF-исполнительница года | н/д                          |
| 2015 | AVN Award  | Номинация | MILF-исполнительница года | н/д                          |
| 2015 | AVN Award  | Номинация | Лучший сайт порнозвезды | KendraLust.com               |
| 2015 | XBIZ Award | Победа    | MILF-исполнительница года | н/д                          |
| 2015 | XRCO Award | Номинация | MILF года | н/д                          |
| 2016 | AVN Award  | Номинация | Лучшая сцена анального секса (вместе c Миком Блу)                                                                                          | Miss Tushy                   |
| 2016 | AVN Award  | Номинация | Лучшая сцена триолизма — М/М/Ж (вместе c Шоном Майклсом и Prince Yahshua)                                                                  | True Lust                    |
| 2016 | AVN Award  | Победа    | MILF-исполнительница года | н/д                          |
| 2016 | AVN Award  | Победа    | Самая горячая MILF (премия поклонников) | н/д                          |
| 2016 | XBIZ Award | Победа    | MILF-исполнительница года | н/д                          |
| 2016 | XBIZ Award | Номинация | Лучшая сцена секса — Vignette Release (вместе с Николь Энистон и Chad White)                                                               | 2 Chicks Same Time Vol. 20   |